# Чонджу уорлд кап стадиум
«Чонджу́ уо́рлд кап ста́диум», неофициальное название «Крепость Чонджу», — многофункциональный стадион в Чонджу в провинции Чолла-Пукто, Республика Корея. С 2002 года является домашним стадионом футбольного клуба «Чонбук Хёндэ Моторс».
Спортивный объект строился с февраля 1999 года по октябрь 2001 года для чемпионата мира по футболу 2002 года. 8 ноября 2001 года президент Южной Кореи Ким Дэ Чжун торжественно открыл стадион. Во время чемпионата мира он стал площадкой для трёх матчей. Также он был одним из шести стадионов на чемпионате мира по футболу среди юношей не старше 17 лет в 2017 году.
Футбольная арена внутри и снаружи выдержана в синих, красных и жёлтых цветах. При этом синий обозначает благоприятную для жизни среду Чонджу, красный говорит о страсти жителей провинции Чолла-Пукто, а жёлтый — о стремлении жителей к миру и процветанию. Сооружение занимает площадь 52 249 м², общая площадь территории составляет более 562 929 м². Козырьки крыш напоминают хапчуксон, традиционный корейский веер из бамбука, которыми славится этот регион. Механизированная автомобильная стоянка вмещает около 4000 автомобилей.